# Erhard Schön

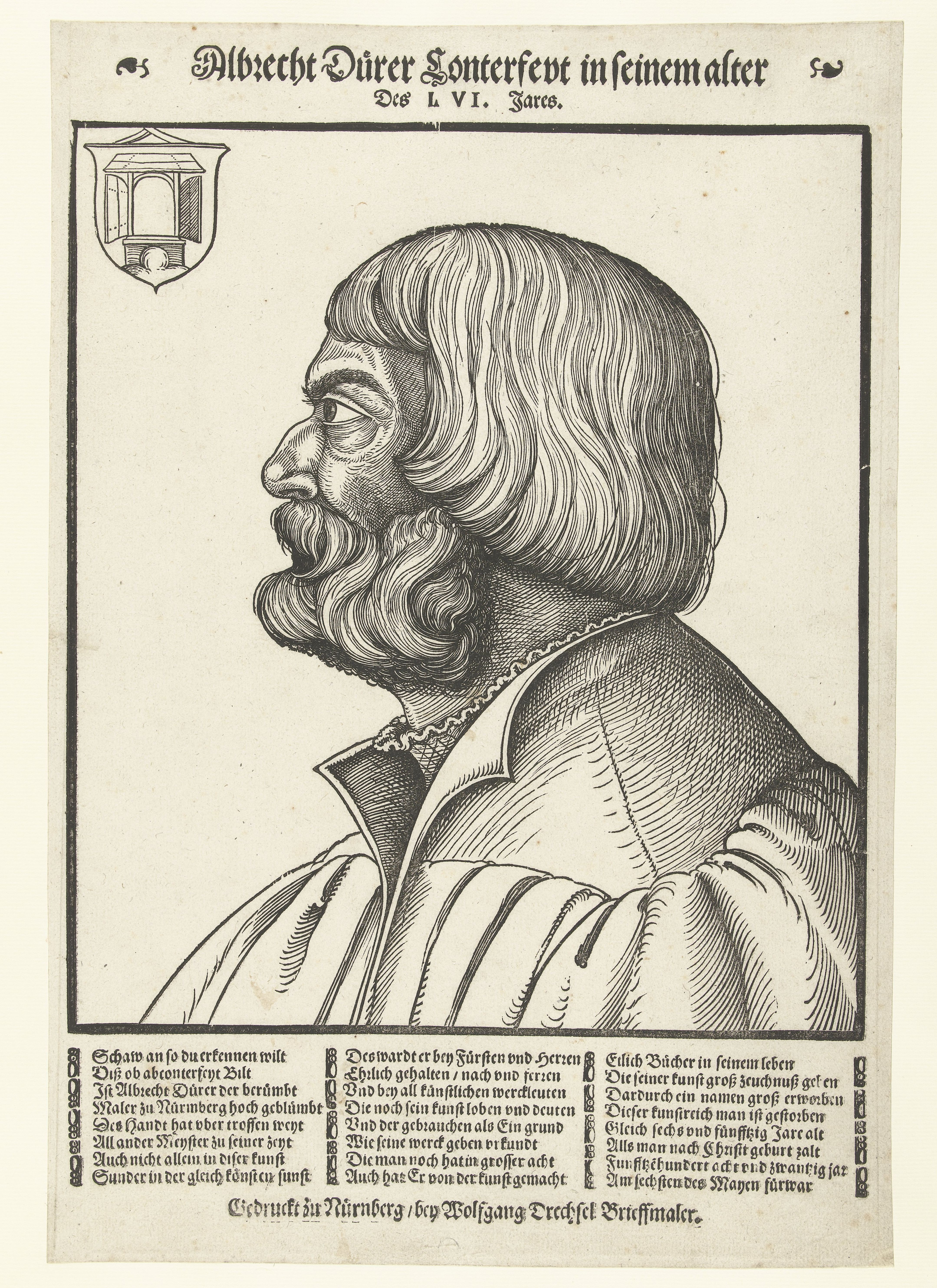
Durero, de perfil, entalladura, hacia 1528-29 según una medalla de Matthes Gebel de 1527. Ejemplar del Rijksmuseum de Ámsterdam.

Erhard Schön (Núremberg, c. 1491-1542) fue un pintor, dibujante y grabador en madera alemán.
Hijo de un modesto pintor de Núremberg identificado como Hans o Marx Schön III, es presumible que se formase en el taller paterno. Autor prolífico, al que se han atribuido alrededor de 1200 ilustraciones para 116 libros y unas 200 estampas sueltas, la primera obra que se le conoce son las ilustraciones del Hortulus Animae, un popular libro de oraciones del que salió una primera edición sin ilustraciones en Estrasburgo, en 1498, y dieciséis ediciones entre 1516 y 1521 ilustradas con las pequeñas xilografías de Schön y Hans Springinklee, discípulo de Alberto Durero.
A mediados de la década de 1520, cuando la ciudad de Núremberg adoptó mayoritariamente el luteranismo, proporcionó dibujos y grabados en madera de carácter satírico bajo la influencia de Sebald Beham y Georg Pencz para la ilustración de libros y hojas volanderas de naturaleza polémica y anticatólicas.

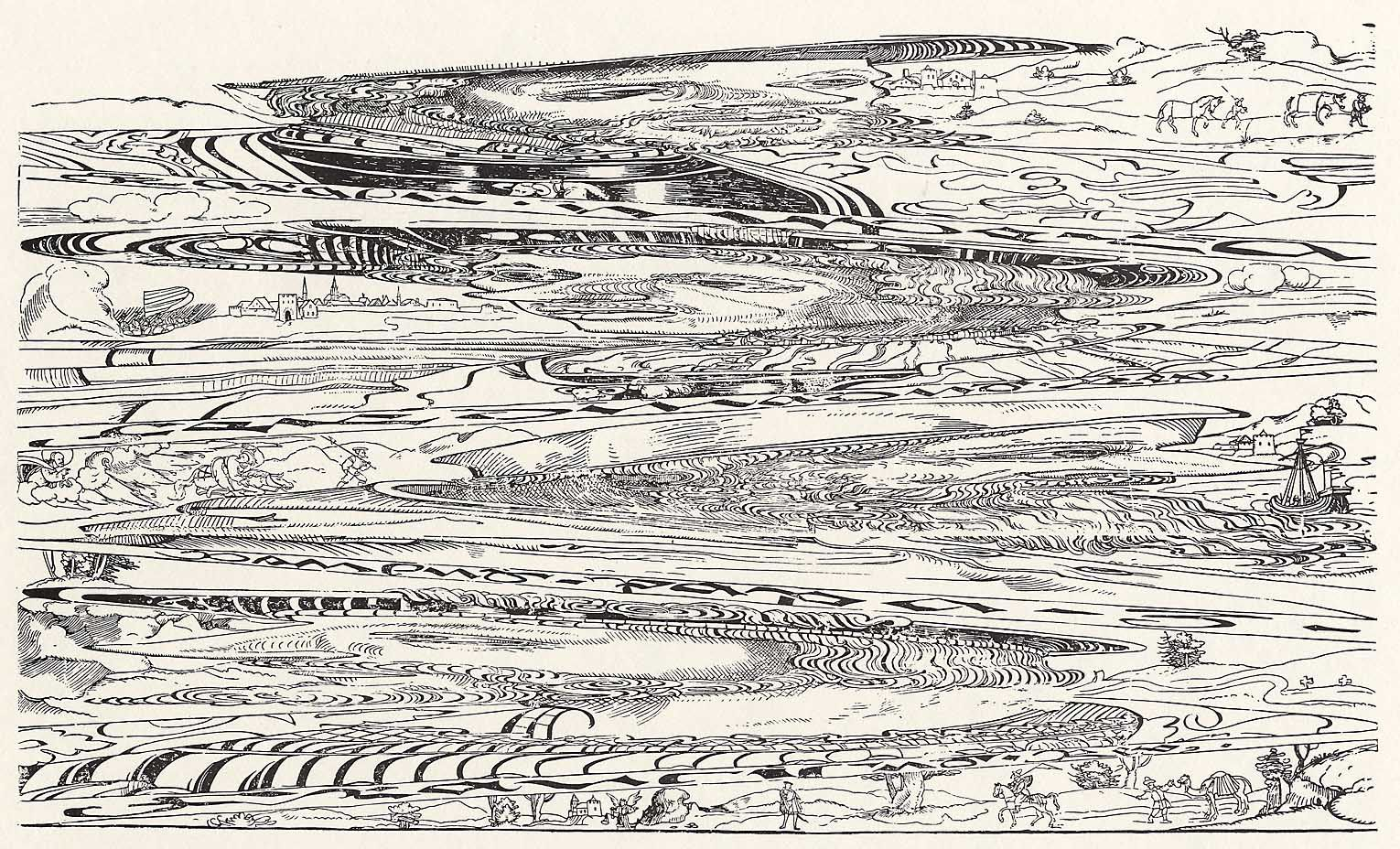
Acertijo gráfico con los retratos de Carlos V, Fernando I, Clemente VII y Francisco I. Xilografía, 1531-1534. Berlín, Staatliche Museen zu Berlin.

Cultivó también el retrato, conociéndosele entre otros el famoso retrato póstumo de Durero, de perfil (basado en una medalla de 1527), las escenas de guerra y, en sus últimos años, los temas mitológicos, concebidos quizá con destino a formar parte de un libro o de una serie impresa. Además se interesó por los problemas de la perspectiva, el movimiento y la disposición de las figuras en el espacio, sobre lo que en 1538 publicó un libro, reuniendo sus dibujos.
Sus estudios de perspectiva le llevaron también a ensayar en la búsqueda manierista de ilusiones ópticas y la creación de anamorfosis, como la Vexierbild o rompecabezas con cuatro retratos: Carlos V, Fernando I, Clemente VII y Francisco I. Aunque planteados como un acertijo gráfico en el que bajo la primera impresión de un sencillo paisaje han de descubrirse los cuatro retratos, observados desde determinado punto de vista, el paisaje da también algunas de las claves necesarias para interpretar al personaje representado:un episodio militar acompañando a Carlos V, el sitio de Viena con Fernando I, Dios amenazando a un turco y unos barcos con Clemente VII y una caravana con un camello con Francisco I, posible alusión a sus alianzas con los turcos otomanos.